# Alfredo Peña
Alfredo Peña Unzué fue un jugador de polo argentino ganador de la medalla de oro en los Juegos Olímpicos de París 1924, junto a Juan Miles, Enrique Padilla, Juan Nelson, Arturo Kenny y Guillermo Brooke Naylor, la primera obtenida por el deporte de ese país.

## Biografía
Alfredo Peña Unzué perteneció a una tradicional familia de clase alta de la Argentina. Formó parte del grupo de jugadores de polo que, a comienzos de la década de 1920, estableció la preeminencia mundial del polo argentino sobre el británico y el estadounidense, hasta entonces dominantes. En aquel momento los jugadores argentinos de polo eran mayoritariamente pertenecientes a la colectividad británica; Peña se distinguió por ser, junto a Carlos Uranga, los primeros jugadores "criollos" en alcanzar el seleccionado argentino en 1922.
El seleccionado argentino de polo formado en 1922 estaba integrado por Luis Lacey, David y Juan Miles, Juan
y Luis Nelson y Eduardo Grahame, y los dos jugadores “criollos”, Alfredo Peña y Carlos Uranga. El equipo realizó una exitosa gira por Gran Bretaña y Estados Unidos ganando los dos campeonatos abiertos más prestigiosos del mundo en ese momento, el Abierto de Hurlingham y el Abierto de los Estados Unidos.

## La medalla de oro
Alfredo Peña integró el seleccionado argentino de polo que obtuvo la medalla de oro en los Juegos Olímpicos de París 1924, aunque no integró el equipo titular, formado por Juan Nelson (33 años, 7 hcp.) de 2, Enrique Padilla de 3 (33 años, 6 hcp.), Juan Miles (29 años, 7 hcp.) de back y Arturo Kenny (34 años, 5 hcp.) de delantero, pero no jugó ninguno de los partidos.
Participaron cinco países (Argentina, Gran  Bretaña, España, Estados Unidos y Francia) y jugaron todos contra todos. El favorito era Estados Unidos, con un equipo de 26 de hándicap liderado por Tommy Hitchcock, 10 de hándicap y uno de los mejores jugadores de todos los tiempos. El partido clave fue entonces el que la Argentina jugó con Estados Unidos, el 6 de julio de ese año. Se trató de un partido muy parejo que llegó empatado en 5 goles por bando al último chukker, para ser definido a favor por 6-5, con un gol, de Juan Nelson, a pocos segundos de la finalización. El equipo fue llamado Los Cuatro Grandes del Sur. En total convirtió 46 goles a favor y recibió 14 en contra.
Luego de vencer a Estados Unidos, Argentina debía aún enfrentarse a Gran Bretaña, otro candidato a la medalla de oro, venciendo 9-5, y a Francia, en la última fecha jugada el 12 de julio, venciendo 15-2. Se trató, a la vez, de la primera medalla olímpica y la primera de oro obtenida por la Argentina.
El siguiente fue el cronograma de los partidos:
| Día         | Contrincantes              | Resultado |
| ----------- | -------------------------- | --------- |
| 28 de junio | Francia-Estados Unidos     | 1-13      |
| 1 de julio  | Estados Unidos-España      | 15-2      |
| 3 de julio  | Estados Unidos-Reino Unido | 10-2      |
| 4 de julio  | Argentina-España           | 16-2      |
| 5 de julio  | Francia-Reino Unido        | 2-16      |
| 6 de julio  | Argentina-Estados Unidos   | 6-5       |
| 7 de julio  | Reino Unido-España         | 10-3      |
| 9 de julio  | Argentina-Reino Unido      | 9-5       |
| 10 de julio | Francia-España             | 1-15      |
| 12 de julio | Francia-Argentina          | 2-15      |

Las posiciones finales fueron:
|   | País           | Pts. |
| - | -------------- | ---- |
| 1 | Argentina      | 7    |
| 2 | Estados Unidos | 5    |
| 3 | Gran Bretaña   | 4    |
| 4 | España         | 3    |
| 5 | Francia        | 2    |